# Giải thưởng Truyền hình Châu Á
Giải thưởng Truyền hình Châu Á (tên tiếng Anh: Asian Television Awards, viết tắt ATA), là một giải thưởng trao cho những chương trình và những nhà sản xuất xuất sắc trong ngành truyền hình châu Á. Giải thưởng được tổ chức hàng năm vào tháng 12 bao gồm 56 hạng mục về tin tức, phim tài liệu - thời sự, trẻ em - hoạt hình, giải trí, chính kịch, kỹ thuật, kỹ thuật số cũng như bao gồm các hạng mục liên quan như diễn xuất và đạo diễn. Giải thưởng thu hút khoảng 1.400 dự án mỗi năm từ nhiều đài truyền hình khác nhau. Hàng năm, một hội đồng gồm hơn 50 giám khảo đến từ 10 quốc gia sẽ là người đánh giá cho cuộc thi.
Giải thưởng Truyền hình châu Á được thành lập vào năm 1996.

## Hạng mục giải thưởng

### Video ngắn và xã hội
- Series video dạng ngắn hay nhất - Có kịch bản
- Series video dạng ngắn hay nhất - Không có kịch bản
- Nội dung có thương hiệu hay nhất
- Video âm nhạc hay nhất
- Người có ảnh hưởng nhất - Sức khỏe, làm đẹp & thể hình
- Người có ảnh hưởng nhất - Du lịch & phong cách sống
- Người có ảnh hưởng nhất - Thể thao & trò chơi

### Kỹ thuật số
- Chương trình kỹ thuật số/Phim ngắn độc lập hay nhất
- Chương trình/Series phi hư cấu kỹ thuật số hay nhất
- Chương trình/Series hư cấu kỹ thuật số hay nhất
- Series nguyên tác chính kịch kỹ thuật số hay nhất
- Chương trình nguyên tác giải trí kỹ thuật số hay nhất
- Nam nhân vật xuất sắc nhất - Kỹ thuật số
- Nữ nhân vật xuất sắc nhất - Kỹ thuật số
- Người dẫn chương trình/Host xuất sắc nhất - Kỹ thuật số

### Kỹ thuật và Sáng tạo
- Quay phim xuất sắc nhất
- Đạo diễn xuất sắc nhất (phi hư cấu)
- Đạo diễn xuất sắc nhất (hư cấu)
- Chỉnh sửa xuất sắc nhất
- Nguyên kịch bản xuất sắc nhất
- Ca khúc chủ đề xuất sắc nhất
- Viết kịch bản xuất sắc nhất

### Diễn xuất
- Người dẫn chương trình tin tức xuất sắc nhất
- Người dẫn chương trình thời sự xuất sắc nhất
- Người dẫn chương trình/Host giải trí xuất sắc nhất
- Người dẫn chương trình/Bình luận viên thể thao xuất sắc nhất
- Nam diễn viên chính xuất sắc nhất
- Nữ diễn viên chính xuất sắc nhất
- Nam diễn viên phụ xuất sắc nhất
- Nữ diễn viên phụ xuất sắc nhất

### Chương trình truyền hình
- Chương trình Phim tài liệu xuất sắc nhất (một lần/đặc biệt)
- Series Phim tài liệu xuất sắc nhất
- Chương trình lịch sử tự nhiên hoặc động vật hoang dã xuất sắc nhất
- Chương trình tin tức xuất sắc nhất
- Tin bài/Phóng sự độc lập hay nhất (10 phút trở xuống)
- Chương trình thời sự xuất sức nhất
- Series chính kịch xuất sắc nhất
- Phim chính kịch hoặc phim truyền hình độc lập xuất sắc nhất
- Chương trình hài xuất sắc nhất
- Chương trình thiếu nhi xuất sắc nhất
- Chương trình mần non xuất sắc nhất
- Giải trí xuất sắc nhất (một lần/hàng năm)
- Chương trình giải trí tổng hợp xuất sắc nhất
- Chương trình trò chơi hoặc đố vui xuất sắc nhất
- Chương trình âm nhạc xuất sắc nhất
- Chương trình thực tế hay nhất
- Chương trình thông tin giải trí tốt nhất
- Chương trình trò chuyện hay nhất
- Chương trình nâng cao nhận thức xã hội xuất sắc nhất
- Phỏng lại format đã có xuất sắc nhất
- Chương trình đời sống xuất sắc nhất
- Chương trình hoạt hình 2D xuất sắc nhất
- Chương trình hoạt hình 3D xuất sắc nhất
- Chương trình thể thao trực tiếp xuất sắc nhất
- Chương trình thể thao xuất sắc nhất

## Giải thưởng lớn
| Năm  | Đài truyền hình của năm    | Mạng cáp và vệ tinh của năm     | Kênh truyền hình của năm             | Kênh truyền hình cáp của năm   |
| ---- | -------------------------- | ------------------------------- | ------------------------------------ | ------------------------------ |
| 2006 | –                          | –                               | Seoul Broadcasting System            | CNN International              |
| 2007 | MediaCorp                  | Discovery Networks Asia-Pacific | –                                    | –                              |
| 2008 | MediaCorp                  | Discovery Networks Asia-Pacific | –                                    | –                              |
| 2009 | –                          | –                               | Tokyo Broadcasting System Television | Discovery Channel              |
| 2010 | MediaCorp                  | Discovery Networks Asia-Pacific | MediaCorp Channel 5                  | Discovery Channel              |
| 2011 | MediaCorp                  | CNN International               | NHK General TV                       | CNN International              |
| 2012 | Korean Broadcasting System | Shanghai Media Group            | Korean Broadcasting System 2TV       | International Channel Shanghai |
| 2013 | MediaCorp                  | Fox International Channels Asia | Korean Broadcasting System 1TV       | CNN International              |
| 2014 | MediaCorp                  | CNN International               | MediaCorp Channel 5                  | CNN International              |
| 2015 | MediaCorp                  | Discovery Networks Asia-Pacific | Channel NewsAsia                     | Discovery Channel              |
| 2021 | Hakka TV                   | Emtek Group                     | -                                    | -                              |

## Hạng mục diễn xuất

### Diễn viên
| Năm  | Nam diễn viên chính xuất sắc nhất | Nữ diễn viên chính xuất sắc nhất | Nam diễn viên phụ xuất sắc nhất | Nữ diễn viên phụ xuất sắc nhất | Nam/nữ diễn viên hài xuất sắc nhất |
| ---- | --------------------------------- | -------------------------------- | ------------------------------- | ------------------------------ | ---------------------------------- |
| 1996 | Roderick Paulate                  | –                                | –                               | Mieke Widjaja                  | Moses Lim                          |
| 2000 | Roderick Paulate                  | Keiko Takeshita                  | –                               | –                              | Gurmit Singh Vernetta Lopez        |
| 2001 | Raymond Bagatsing                 | Ivy Lee                          | –                               | –                              | Gurmit Singh Tan Khen Hua          |
| 2002 | Koh Shih Hsun                     | Aiza Seguerra                    | –                               | –                              | Adrian Pang Irene Ang              |
| 2003 | Tou Chung Hua                     | Vernetta Lopez                   | –                               | –                              | Gurmit Singh Lydia Sun             |
| 2004 | Cao Tiệp                          | Eula Valdez                      | –                               | –                              | Michael V. Selena Tam              |
| 2005 | Nonie Buencamino                  | Kim Jung Eun                     | –                               | –                              | Michael V. Selena Tam Kym Ng       |
| 2006 | Mathialagan M                     | Phiyada Akkrasaranee             | –                               | –                              | Michael V. Janet Khoo              |
| 2007 | Antony Starr                      | Gina Pareño                      | –                               | –                              | Teng Thurstheng Hồ Hạnh Nhi        |
| 2008 | Lâm Phong                         | Chiranan Manochaem               | –                               | –                              | Chusak Iamsuk                      |
| 2009 | Adrian Pang                       | Mễ Tuyết                         | –                               | –                              | Chusak Iamsuk                      |
| 2010 | Lâm Bảo DI                        | Rebecca Lim                      | Lim Kay Tong                    | Quan Cúc Anh                   | Chua En Lai                        |
| 2011 | Trịnh Gia Dĩnh                    | Xa Thi Mạn                       | Mạch Trường Thanh               | Trần Pháp Lai                  | Suhaimi Yusof                      |
| 2012 | Trần Hào                          | Rui En                           | Lucas Luo                       | Hồ Định Hân                    | Michelle Chong                     |
| 2013 | Ngô Khảng Nhân                    | Jade Chou                        | Jeffrey Xu                      | Aileen Tan                     | Chua En Lai                        |
| 2014 | Pierre Png                        | Puteri Balqis Azizi              | Rayson Tan                      | Hsieh Chiung-Hsuan             | Irene Ang                          |
| 2015 | Trương Gia Dịch                   | Châu Tấn                         | Lim Kay Tong                    | Nusba Punnakanta               | Ivana Wong                         |
| 2016 | Long Thiệu Hoa                    | Cheryl Yang                      | Jeff Catz                       | Tien Hsin                      | Carla Dunareanu                    |
| 2017 | Thái Chấn Nam                     | Huệ Anh Hồng                     | Zhu Houren                      | Dương Quý Mị                   | Âu Dương Chấn Hoa                  |
| 2018 | Trịnh Nhân Thạc                   | Kim Nam-joo                      | Jirayu Tantrakul                | Sinjai Plengpanich             |                                    |

### Dẫn chương trình
| Năm  | Dẫn chương trình tin tức xuất sắc nhất | Dẫn chương trình thời sự xuất sắc nhất | Dẫn chương trình giải trí xuất sắc nhất | Dẫn chương trình thể thao xuất sắc nhất |
| ---- | -------------------------------------- | -------------------------------------- | --------------------------------------- | --------------------------------------- |
| 2007 | Martin Soong                           | Karan Thapar                           | Bobby Chinn                             | –                                       |
| 2008 | Martin Soong                           | Christine Tan                          | Guo Liang                               | –                                       |
| 2009 | Martin Soong                           | Anjali Rao                             | Jon Niermann                            | –                                       |
| 2010 | Martin Soong                           | Karan Thapar                           | Bobby Chinn                             | –                                       |
| 2011 | Anna Coren                             | Bernard Lo                             | Denise Keller                           | –                                       |
| 2012 | Anna Coren                             | Barkha Dutt                            | Oli Pettigrew                           | Dominic Lau                             |
| 2013 | Menaka Doshi                           | Stephen Engle                          | Phanya Nirunkul                         | Richard Lenton                          |
| 2014 | Rajdeep Sardesai                       | Kristie Lu Stout                       | Simon Yin                               | Andrew "ET" Ettingshausen               |
| 2015 | Barkha Dutt                            | Steve Chao                             | Nick Baker                              | Richard Lenton                          |

## Giải thưởng qua các năm

### 2021

#### Chương trình truyền hình
| Hạng mục                                                           | Tên dự án                                                                   | Đơn vị sản xuất                                  | Nền tảng phát hành                | Ghi chú |
| ------------------------------------------------------------------ | --------------------------------------------------------------------------- | ------------------------------------------------ | --------------------------------- | ------- |
| Chương trình/Series phi hư cấu kỹ thuật số hay nhất                | Witness a New Dawn                                                          | Shanghai Media Group                             | WeChat                            |         |
| Chương trình nguyên tác giải trí kỹ thuật số hay nhất              | Coke Studio Season 4                                                        | UXS Inc                                          | YouTube                           |         |
| Chương trình kỹ thuật số/Phim ngắn độc lập hay nhất                | Soft Rain                                                                   | Omens Studios Pte Ltd                            | omens-studios.com                 |         |
| Video âm nhạc xuất sắc nhất                                        | Chim quý trong lồng                                                         | Incuommos Co Ltd                                 | YouTube                           |         |
| Nội dung có thương hiệu hay nhất                                   | Missing in Action                                                           | Sodrama! Entertainment                           | Facebook                          |         |
| Chương trình Phim tài liệu xuất sắc nhất (một lần/đặc biệt)        | The World of Live Streamers                                                 | Phoenix Satellite Television                     | Phoenix Chinese Channel           |         |
| Series Phim tài liệu xuất sắc nhất                                 | Asia Pacific War Crimes Trials                                              | Shanghai Media Group                             | SMG Dragon TV                     |         |
| Chương trình lịch sử tự nhiên hoặc động vật hoang dã xuất sắc nhất | Orphans of the Earth : Elves of Taiwan                                      | Eastern Broadcasting Company                     | EBC                               |         |
| Chương trình tin tức xuất sắc nhất                                 | The Final Word with Rico Hizon                                              | Nine Media Corporation                           | CNN Philippines                   |         |
| Tin bài/Phóng sự độc lập hay nhất (10 phút trở xuống)              | 'Incarcerated' in Taiwan: Migrant workers endure illegal COVID restrictions | Formosa Television                               | FTV Đài Loan                      |         |
| Chương trình thời sự xuất sức nhất                                 | Myanmar Coup : Digital Resistance                                           | NHK                                              | General TV                        |         |
| Chương trình hài xuất sắc nhất                                     | Keluarga Baha Don : Season 2                                                | Vuclip Malaysia Sdn Bhd                          | Viu                               |         |
| Chương trình thiếu nhi xuất sắc nhất                               | Young Genius Season 1                                                       | TV18 Broadcast Limited & SOL Productions Pvt Ltd | TV18 Broadcast Limited News18     |         |
| Chương trình mần non xuất sắc nhất                                 | Kiri & Lou – Rainy Day                                                      | Television New Zealand                           | TV2                               |         |
| Giải trí xuất sắc nhất (một lần/hàng năm)                          | 2020 Douyin Wonderful Evening                                               | Keey Media                                       | Zhejiang TV Zhejiang Satellite TV |         |
| Chương trình giải trí tổng hợp xuất sắc nhất                       | Dancing with the Stars Mongolia                                             | Mongol TV LLC                                    | Mongol TV                         |         |

#### Cá nhân
| Hạng mục                                                     | Cá nhân                                                               | Dự án                                 | Đơn vị sản xuất                   | Nền tảng phát hành                            | Ghi chú |
| ------------------------------------------------------------ | --------------------------------------------------------------------- | ------------------------------------- | --------------------------------- | --------------------------------------------- | ------- |
| Viết kịch bản xuất sắc nhất                                  | Samantha Uno, Titipong Chaisati, Tanachon Chandruang, Suppawat Hongsa | Eng & Chang                           | Kantana Motion Pictures Co. Ltd   | Disney+ Hotstar                               |         |
| Người có ảnh hưởng nhất - Du lịch & phong cách sống          | Sejal Kumar                                                           | First Trip of 2021                    | One Digital Entertainment Pte Ltd | YouTube                                       |         |
| Người dẫn chương trình/Host giải trí xuất sắc nhất           | Jaaved Jaaferi                                                        | Animals Gone Wild with Jaaved Jaaferi | NGC Network India Pvt Ltd         | Kênh truyền hình địa phương                   |         |
| Người dẫn chương trình tin tức xuất sắc nhất                 | Rico Hizon                                                            | The Final Word with Rico Hizon        | Nine Media Corporation            | CNN Philippines                               |         |
| Người dẫn chương trình thời sự xuất sắc nhất                 | Anand Narasimhan                                                      | The Right Stand                       | TV 18 Broadcast Ltd               | CNN News18                                    |         |
| Người dẫn chương trình/Bình luận viên thể thao xuất sắc nhất | Kartika Berliana                                                      | NBA Weekend Showdown                  | Indonesia Entertainment Group     | NexParabola, Vidio, First Media Champions TV3 |         |